# Ромеро Мена, Карлос Умберто
Ка́рлос Умбе́рто Роме́ро Ме́на (исп.  Carlos Humberto Romero Mena; 29 февраля 1924, Чалатенанго, Сальвадор — 27 февраля 2017, Сан-Сальвадор, Сальвадор) — сальвадорский государственный и военный деятель, президент Сальвадора (1977—1979).

## Ранняя биография
Родился в семье Хосе Марии Ромеро и его жены Виктории Мены де Ромеро. Окончил Военную школу им. Герардо Барриоса (исп. Escuela Militar Capitán General Gerardo Barrios (EM)), Школу командного состава Генерального штаба армии Сальвадора. (исп. Escuela de Comando y Estado Mayor) и Кавалерийские курсы близ Мехико. Выдвинулся ещё во время учёбы в Военной школе, в которой был командиром взвода, помощником офицера и казначеем. После окончания школы служил в кавалерийских частях, был командиром взвода, кавалерийского эскадрона, вторым заместителем, заместителем и командиром кавалерийской группы. Затем был назначен заместителем командира 1-го пехотного полка и через некоторое время переведён заместителем директора Школы военной подготовки сержантского состава. После этого он был переведён на штабную, а затем и на дипломатическую работу. Занимал должности начальника управления кадров Генерального штаба и коменданта штаб-квартиры Генерального штаба армии (исп. Jefe de la Plana Mayor de la comandancia General de la Fuerza Armada), а затем — помощника военного атташе сальвадорского посольства в Мехико.
После прихода к власти военно-конституционного правительства Хулио Риверы выполнял ряд правительственных дипломатических миссий: в 1964 году был официальным представителем на инаугурации президента Мексики Густаво Диаса, в 1970 году — на инаугурации президента Колумбии Мисаэля Пастраны. В 1966 году был делегатом на VII Конференции вооружённых сил Америки и на II Конференции Центральноамериканского совета обороны (CONDECA), в 1967 году — на VI Всеамериканской конференции офицеров разведки.
1 июля 1972 года полковник Карлос Ромеро вошёл в состав правительства президента Артуро Молины в качестве министра обороны и общественной безопасности. В 1973 году он также стал председателем Центральноамериканского совета обороны (CONDECA).
Как министр нёс ответственность за убийство силами безопасности студентов университета 30 июля 1975 года.

## Президентство
В 1976 году правящая Партия национального примирения выдвинула его кандидатом в президенты страны, по итогам выборов 20 февраля 1977 года он был провозглашён избранным (официально получил 67,3 % голосов). Однако Национальный союз оппозиции (НСО), выдвигавший кандидатом в президенты полковника в отставке Эрнесто Кларамонта, обвинил власти в фальсификации выборов. Впервые в истории страны прелат Сальвадора пропустил инаугурацию президента. По столице прокатилась волна выступлений протеста, тысячи недовольных собрались на площади Ла Либертад с требованием отмены результатов голосования. Генерал Ромеро выступил с заявлением, что выборы были честными и ввёл в стране осадное положение на 30 дней. 28 февраля в ходе разгона протестующих силы безопасности убили около 50 человек, сотни были ранены или арестованы. Раненый полковник Кларамонт, которого увезли с площади в клинику, сказал в этот день: «Это ещё не конец. Это — только начало». Его слова оказались пророческими.
1 июля 1977 года генерал К. Ромеро принёс присягу как конституционный президент Сальвадора и должен был занимать этот пост пять лет, до 1982 года. Его правительство, стремясь ослабить социальный раскол в стране, разработало пятилетний план развития страны под девизом «Благосостояние для всех» (исп. Bienestar para Todos), однако он так и не был реализован. Нарастало противостояние власти и оппозиции, продолжавшей обвинять Ромеро в фальсификации выборов, ширились репрессии и поощрение государством полувоенных формирований (в том числе крайне правого ополчения ОРДЕН и эскадронов смерти типа Союза белых воинов), которые убивали не только руководителей рабочих и крестьянских организаций, но и священников, осуждавших государственный терроризм. Левые силы переходили на более радикальные позиции и, вместо организаций забастовок и шествий, всё чаще прибегали к террористическим актам, убийствам военных и полицейских, создавали партизанские базы.
18 мая 1978 года Ромеро созвал национальный форум по проблемам насилия, но, поскольку он не пригласил НСО (который он объявил незаконным), форум бойкотировал вся оппозиция, включая политические партии, профсоюзы и церковь. Расстрел армией 8 мая 1979 года демонстрации у кафедрального собора Сан-Сальвадора стал «точкой невозврата» на пути к гражданской войне. С этого момента в стране не прекращались выступления протеста, а поддержка правящего режима быстро падала. За устранение генерала выступали уже США, консервативный генералитет сальвадорской армии и левоцентристская тайная организация «Военная молодёжь» (исп. La juventud militar). С осуждением репрессивной политики правительства выступал и архиепископ Сан-Сальвадора Оскар Арнульфо Ромеро. 16 августа 1979 года была объявлена всеобщая амнистия, но этот шаг ничего не изменил. Партизаны убили его брата, а 23 сентября напали на президентскую резиденцию.

## После президентства
В ночь на 15 октября 1979 года движение молодых военных осуществило бескровный переворот, в ходе которого генерал К. Ромеро был отстранён от власти. Он эмигрировал в Гватемалу, откуда в мае 1980 года поддержал попытку правого переворота, после чего больше не возвращался к политической деятельности.

## Семья
Был женат на Глории Герреро де Ромеро (исп.  Gloria Guerrero de Romero). У них четверо детей:
- Карлос Умберто Ромеро Герреро (исп. Carlos Humberto Romero Guerrero);
- Луис Фелипе Ромеро Герреро (исп.  Luis Felipe Romero Guerrero);
- Глория Валентина Ромеро Герреро (исп.  Gloria Valentina Romero Guerrero);
- Роксана Каролина Ромеро Герреро (исп. Roxana Carolina Romero Guerrero)[4].